# Cá lịch vân vòng
Cá lịch vân vòng (tên khoa học Echidna polyzona), là một loài cá lịch trong họ Muraenidae. Chúng được John Richardson mô tả lần đầu năm 1845, ban đầu thuộc chi Muraena. Chúng có thể đạt đến chiều dài tối đa 72,3 xentimét (28,5 in).

## Tham khảo

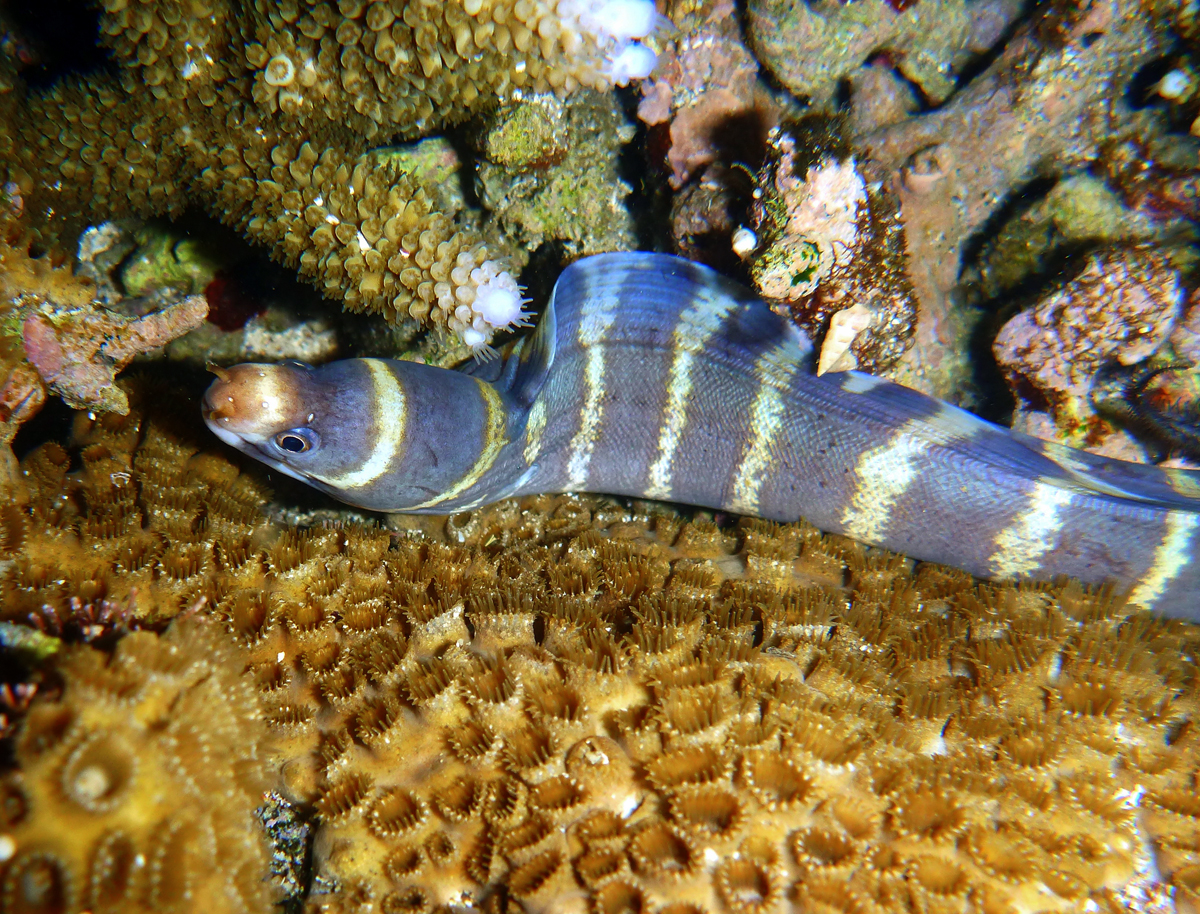
A barred moray